# N-acetilneuraminat 7-O(ili 9-O)-acetiltransferaza
N-acetilneuraminat 7-O(ili 9-O)-acetiltransferaza (EC 2.3.1.45, -acetilneuraminatna 7(8)-O-acetiltransferaza, sijalatna O-acetiltransferaza, -acetilneuraminat 7,8-O-acetiltransferaza, acetil-KoA:-acetilneuraminat-7- ili 8-O-acetiltransferaza, acetil-KoA:-acetilneuraminat-7- i/ili 8-O-acetiltransferaza, glikoprotein 7(9)-O-acetiltransferaza, acetil-KoA:-acetilneuraminat-9(7)-O-acetiltransferaza, -acetilneuraminat O7-(ili O9-)acetiltransferaza, acetil-KoA:-acetilneuraminat-9(ili 7)-O-acetiltransferaza) je enzim sa sistematskim imenom acetil-KoA:-acetilneuraminat 7-O(or 9-O)-acetiltransferaza. Ovaj enzim katalizuje sledeću hemijsku reakciju
acetil-KoA + N-acetilneuraminat {\displaystyle \rightleftharpoons } KoA + N-acetil-7-O(or 9-O)-acetilneuraminat
Slobodni i glikozidno vezani N-acetil- i N-glikolil- neuraminati mogu da deluju kao O-acetil akceptori.

## Literatura
- Nicholas C. Price; Lewis Stevens (1999). Fundamentals of Enzymology: The Cell and Molecular Biology of Catalytic Proteins (Third изд.). USA: Oxford University Press. ISBN 019850229X.
- Eric J. Toone (2006). Advances in Enzymology and Related Areas of Molecular Biology, Protein Evolution (Volume 75 изд.). Wiley-Interscience. ISBN 0471205036.
- Branden C; Tooze J. Introduction to Protein Structure. New York, NY: Garland Publishing. ISBN 0-8153-2305-0.
- Irwin H. Segel. Enzyme Kinetics: Behavior and Analysis of Rapid Equilibrium and Steady-State Enzyme Systems (Book 44 изд.). Wiley Classics Library. ISBN 0471303097.
- William P. Jencks (1987). Catalysis in Chemistry and Enzymology. Dover Publications. ISBN 0486654605.

## Spoljašnje veze
- N-acetylneuraminate+7-O(or+9-O)-acetyltransferase на 